# San José de Ocuné
San José de Ocuné es una vereda, perteneciente al municipio de Cumaribo situado en el departamento del Vichada, en el este del país. Esta población se encuentra localizada sobre la parte alta del río Vichada. 
Antiguamente fue un área no municipalizada pero por ordenanza fue incluida al crear el municipio de Cumaribo en 1996.